# Karrewiet
Karrewiet is een Vlaams jeugdjournaal dat sinds 2002 te zien is op de openbare televisiezender voor de jeugd, Ketnet, op weekdagen en met een samenvatting in het weekend.

## Formule
Karrewiet wordt gemaakt op de nieuwsdienst van de VRT. Het geeft het belangrijkste nieuws van iedere weekdag, in een duidelijke, vlotte taal, zonder al te moeilijke woorden. Eén uitzending duurt ongeveer 11 minuten. Daarin zitten enkele hoofdpunten, een weerbericht en een leuke/spectaculaire afsluiter. Dit alles op kindermaat, met onder meer extra aandacht voor wat betrekking heeft op school, sport, spel, ander amusement en dieren.
Karrewiet laat veel kinderen aan het woord. Hun kijk op de actualiteit speelt een grote rol. Geregeld mogen kinderen er ook zelf op uit. Dan zijn zij - voor even - de reporter in beeld.
Sinds september 2018 heeft Karrewiet ook twee presentatoren: Jelle Mels en Meryem El Mandoudi. Sinds september 2020 is daar ook Amber Janssens bij.
Sinds 1 september 2022 vervangt Annabet Ampofo El Mandoudi als presentatrice. El Mandoudi was sindsdien te zien als reportagemaker voor het programma, net als het nieuwe gezicht Maurane Proost. Halfweg 2023 verliet El Mandoudi Karrewiet. Jensen Baert werd haar opvolger.

## Presentatoren

### Huidige
- Jelle Mels (2018-heden)
- Maurane Proost (2022-heden)
- Jensen Baert (2023-heden)

### Voormalig
- Meryem El Mandoudi (2018-2023)
- Amber Janssens (2020-2022)
- Annabet Ampofo (2022-2025)

## De week van Karrewiet
Elk weekend is er op Ketnet De week van Karrewiet. In tien minuten komt een selectie uit de Karrewiet-journaals van de afgelopen week nog eens aan bod.
Tot slot is er een ludieke afsluiter, zoals de blooperrubriek 'Anders bekeken' of het 'Karrewietlied', een lied met steeds dezelfde melodie, waarin door een klas over belangrijke nieuwsonderwerpen van de week gezongen wordt. Tegenwoordig is deze rubriek verdwenen.

## Karrewiet PLUS
Tussen november 2012 en maart 2016 was er elke eerste maandag van de maand een duidingsmagazine met de naam Karrewiet PLUS. Daarin wordt er circa tien minuten dieper ingegaan op één thema.